# Aufsichtsperson (Erziehung)
Aufsichtsperson ist im Bereich der Erziehung, wer die Aufsichtspflicht über einen Minderjährigen besitzt.

## Entstehung einer Aufsichtspflicht
Minderjährige sind nach dem deutschen Zivilrecht grundsätzlich aufsichtsbedürftig. Wer zur Aufsicht über einen Minderjährigen verpflichtet ist, ergibt sich aus gesetzlichen Regelungen oder aus vertraglichen Vereinbarungen. Gesetzlich begründet ist insbesondere die Aufsichtspflicht der Eltern beziehungsweise derjenigen, denen die Personensorge für einen Minderjährigen übertragen ist. Die maßgebliche Norm dafür ist § 1626 BGB, wonach die Eltern kraft ihrer elterlichen Sorge die Pflicht und das Recht haben, für ihr minderjähriges Kind zu sorgen. Diese Aufsichtspflicht endet erst, wenn das Kind volljährig wird. Ob es vorher oder anschließend bei den Eltern wohnt, ist rechtlich irrelevant.
Vertraglich begründet werden kann eine Aufsichtspflicht durch eine entsprechende Vereinbarung mit den Eltern, wenn diese ihr Kind etwa für einen Kindergarten oder ein Angebot der Kinder- und Jugendarbeit anmelden. Ein solcher Vertrag über die Übernahme der Aufsichtspflicht kann sowohl ausdrücklich als auch stillschweigend (konkludent) durch schlüssiges Verhalten geschlossen werden. Dabei muss die Übertragung der Aufsichtspflicht nicht zentraler Vertragsbestandteil sein, sondern sie kann als bloße Nebenpflicht vereinbart werden.

## Inhalt der Aufsichtspflicht
Die Aufsichtsperson muss unterschiedliche Ziele verfolgen:
- Vermeidung von Fremdschädigungen: Minderjährige sollen andere nicht schädigen.
- Vermeidung von Selbstschädigungen: Minderjährige sollen sich nicht selbst verletzen.
- Vermeidung von Schädigungen durch Dritte: Minderjährige sollen nicht durch Dritte verletzt werden.

Was genau der Aufsichtspflichtige im Einzelfall zu tun hat, regelt der deutsche Gesetzgeber nicht. Gesetzliche Detailregelungen wären gar nicht möglich, weil die konkreten Situationen viel zu unterschiedlich sind. Stattdessen beschränkt sich der Gesetzgeber auf unterschiedliche Regelungen zu Konsequenzen einer Aufsichtspflichtverletzung. Die maßgebliche Norm aus dem deutschen Zivilrecht ist § 832 BGB. Ohne diese Regelung bestünde eine Haftungslücke, wenn Minderjährige Dritten einen Schaden zufügen. Denn solange der Minderjährige nicht deliktsfähig ist, weil er das siebte Lebensjahr nicht vollendet hat oder die Unrechtmäßigkeit seines Handelns nicht einsehen konnte, soll er vor Haftungsrisiken geschützt werden. Dieser Schutz soll aber nicht stets zulasten des Geschädigten gehen. Außerdem soll der Geschädigte nicht in jedem Fall das Risiko tragen, dass ein Minderjähriger zwar deliktsfähig ist, den Schaden aber trotzdem nicht wiedergutmachen kann, weil sein Vermögen dazu nicht ausreicht. Deswegen sieht das Zivilrecht besondere Schadensersatzansprüche vor, die sich gegen die Aufsichtspflichtigen richten. Diese Ansprüche knüpfen nicht an eine unmittelbar schädigende Handlung der Eltern an, sondern an eine schuldhafte Verletzung der Aufsichtspflicht.
§ 832 Absatz 1 BGB lautet:

„Wer kraft Gesetzes zur Führung der Aufsicht über eine Person verpflichtet ist, die wegen Minderjährigkeit oder wegen ihres geistigen oder körperlichen Zustands der Beaufsichtigung bedarf, ist zum Ersatz des Schadens verpflichtet, den diese Person einem Dritten widerrechtlich zufügt. Die Ersatzpflicht tritt nicht ein, wenn er seiner Aufsichtspflicht genügt oder wenn der Schaden auch bei gehöriger Aufsichtsführung entstanden sein würde.“

Mit Blick auf diese Norm müssen Aufsichtspersonen alle Vorkehrungen treffen, die erforderlich und für sie zumutbar sind, um zu vermeiden, dass Dritte durch den Minderjährigen geschädigt werden. Dabei gilt einerseits, dass zugunsten von Kindern ein strenger Sicherheitsmaßstab anzulegen ist, andererseits aber auch, dass ein vollständiges Maß an Sicherheit nicht erreichbar ist. Schon im Alter von sieben Jahren haben Kinder ein gewisses Maß an Selbstständigkeit müssen nicht „auf Schritt und Tritt“ überwacht werden. Nach ständiger Rechtsprechung des Bundesgerichtshofs gehört zum Spiel von Kindern auch, Neuland zu entdecken und zu „erobern“. Dies kann ihnen nicht allgemein untersagt werden, selbst wenn damit Gefahren für das Kind oder für andere verbunden sind. Abhängig vom Alter und Charakter des Kindes und der Gefährlichkeit einer konkreten Tätigkeit kann es genügen, dass sich die Aufsichtsperson nur in groben Zügen einen Überblick über das Treiben des Aufsichtsbedürftigen verschafft. Im Straßenverkehr oder bei gefährlichen Spielen (beispielsweise beim Umgang mit einem Taschenmesser) gelten dagegen strengere Anforderungen.